# Cal Sap
Cal Sap és una masia del Prat de Llobregat
Masia construïda el 1800 per la família Muntaner, de la qual queden poques restes El 1960 l'ampliació de l'aeroport del Prat va implicar l'expropiació de les seves terres. El 1985 es va transformar en un Bar-Restaurant per la seva proximitat a l'autovia de Castelldefels, actual C-32. Va ser un establiment molt concorregut per transportistes. Els caps de setmana solia tenir per clients habitants de la zona que anaven a la platja. La decoració del restaurant era rústica, amb rodes de carro a l'exterior, evocant la història de pagès del mas.
Va ser enderrocada l'any 2000, afectada per la construcció del Parc de Negocis Mas Blau.